# BR-226
A BR-226 é uma rodovia transversal brasileira que liga a cidade de Natal (RN), ao município de Wanderlândia (TO). Ao longo de todo o seu percurso, a BR-226 passa pelos estados do Rio Grande do Norte, Ceará, Piauí, Maranhão e Tocantins. A extensão total da rodovia é de 2.164,0 km.
A BR-226 passa dentre outras, pelas cidades de Natal, Currais Novos, Santa Cruz, Florânia, Pau dos Ferros, Jaguaribe, Pedra Branca, Independência, Crateús, Teresina, Timon, Grajaú, Jenipapo dos Vieiras, Porto Franco, Estreito, Aguiarnópolis, Wanderlândia.
A rodovia possui diversos trechos ainda não asfaltados ou não implantados.
No seu trecho entre Porto Franco (MA) e Wanderlândia (TO), a BR-226 integra o percurso da conhecida Rodovia Belém-Brasília, também chamada de Rodovia Transbrasiliana.

## Percurso
A partir do km 0 em Natal (RN), as cidades localizadas às margens ou próximas à BR-226 são as seguintes:

### Rio Grande do Norte
- Natal
- Macaíba
- Bom Jesus

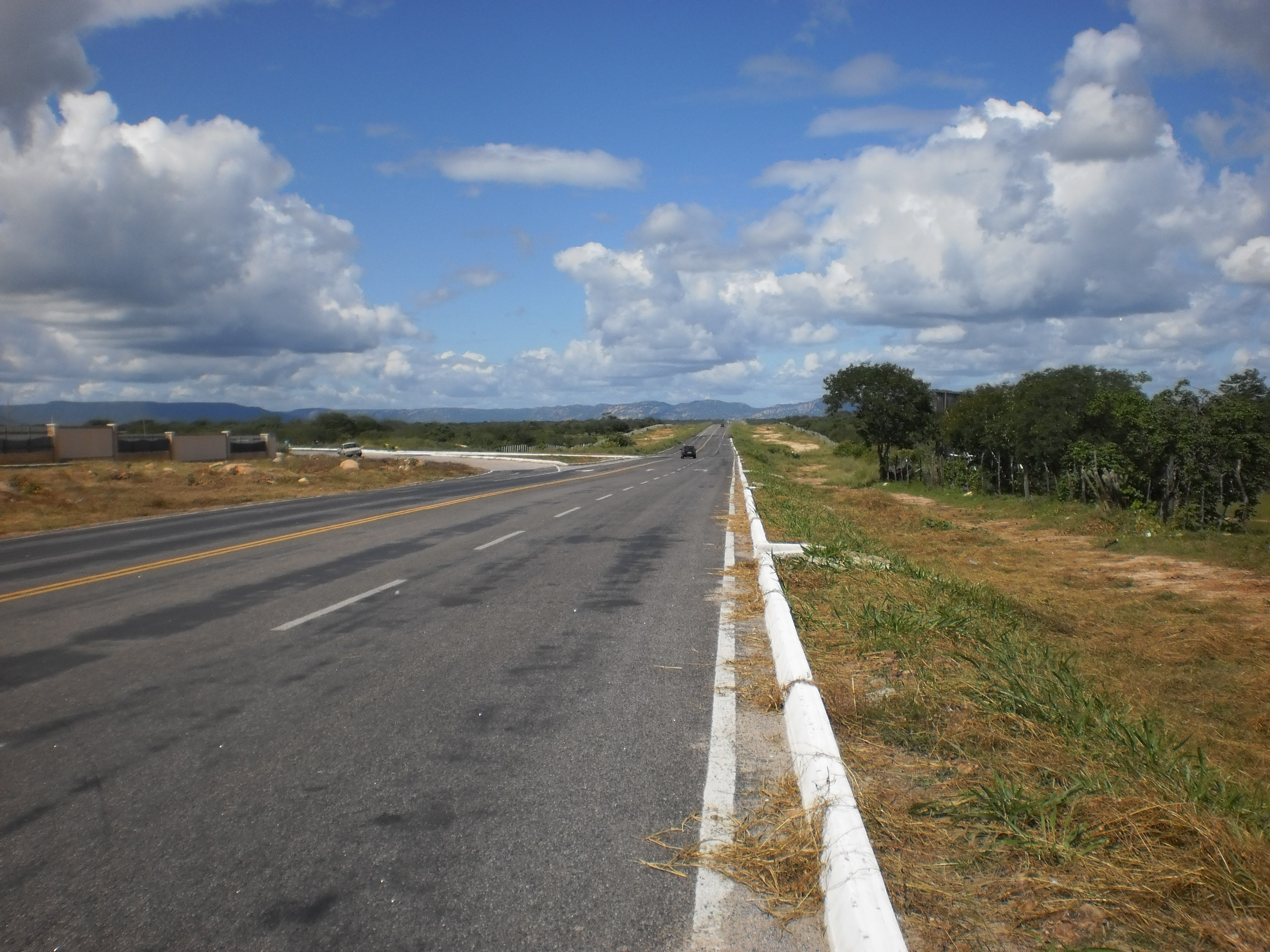
BR-226 em Pau dos Ferros na saída para Antônio Martins. Ao lado, a RN-177, que liga Pau dos Ferros a Francisco Dantas.

- Senador Elói de Souza (a 1 km da rodovia)
- Serra Caiada
- Tangará
- Santa Cruz
- Lajes Pintadas (a 9 km da rodovia)
- Campo Redondo (a 1 km da rodovia)
- Currais Novos
- São Vicente
- Florânia
- Jucurutu
  - Acesso a Caicó pela RN-118
- Triunfo Potiguar
- Campo Grande (a menos de 1 km da rodovia)
- Janduís
- Messias Targino
- Patu (De Campo Grande a Patu, segue pelo mesmo percurso duas rodovias Federais, a BR-226 e a BR-110)
- Almino Afonso
- Frutuoso Gomes
- Antônio Martins
- Pau dos Ferros
  - Acesso a Mossoró pela BR-405

### Ceará
- Ereré
- Pereiro
- Jaguaribe
- Solonópole
- Milhã
- Senador Pompeu
- Pedra Branca
- Independência
- Crateús

### Piauí
- Altos
- Teresina
- Coivaras
- Castelo do Piauí

### Maranhão
- Timon

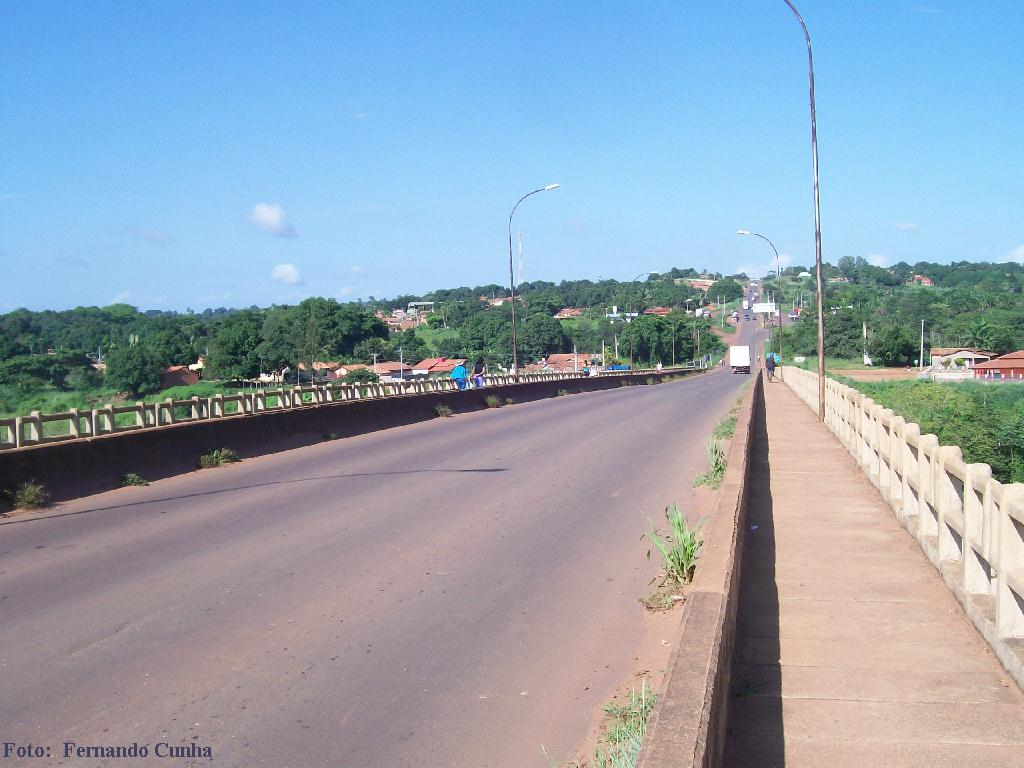
A BR-226 na travessia sobre o Rio Tocantins entre Estreito (MA) e Aguiarnópolis (TO).

  - Acesso a São Luís e a Belém (PA) pela BR-316
- Senador Alexandre Costa (a 6 km da rodovia)
- Governador Eugênio Barros (a 5 km da rodovia)
- Graça Aranha (a 8 km da rodovia)
- Presidente Dutra
  - Acesso a São Luís e a Floriano (PI) pela BR-135
- Tuntum (a 6 km da rodovia)
- Barra do Corda
- Jenipapo dos Vieiras
- Grajaú
- Lajeado Novo
- Porto Franco
  - Acesso a Imperatriz e a Belém (PA) pela BR-010
- Estreito
  - Acesso a Carolina pela BR-010/BR-230

### Tocantins
- Aguiarnópolis
- Palmeiras do Tocantins
- Darcinópolis
- Wanderlândia
  - Acesso a Palmas, Goiânia (GO) e Brasília (DF) pela BR-153